# سد ميناري
سد ميناري هو سد قوسي يقع في محافظة شيمانه في اليابان. يستخدم السد لإنتاج الطاقة. تبلغ مساحة مستجمعات المياه في السد 117.5 كيلومترًا مربعًا. يحجز السد حوالي 32 هكتارًا من الأرض عندما يمتلئ ويمكنه تخزين 3438 ألف متر مكعب من المياه. بدأ بناء السد في عام 1950 واكتمل في عام 1953. 